# Swertia kilimandscharica
Swertia kilimandscharica är en gentianaväxtart som beskrevs av Adolf Engler. Swertia kilimandscharica ingår i släktet Swertia och familjen gentianaväxter. Inga underarter finns listade i Catalogue of Life.